# 둥팡줘
둥팡줘(중국어: 董芳卓, 병음: Dǒng Fāngzhuó, 1985년 1월 23일 ~ )는 중국의 전 축구 선수로 포지션은 스트라이커였다.

## 선수 경력

### 중국에서의 경력
둥팡저우는 2000년에 FIFA U-17 월드컵으로 선수 생활을 시작하였다. 그는 2002년에 다롄 사이데롱에 입단하고 다롄 사이데롱 갑B 리그의 우승을 도왔다. 이 계기로 실력이 인정되어 U-23 축구 국가대표팀이 되고, 2004년에는 중국 슈퍼리그의 명문 구단인 다롄 스더에 입단하였다.

### 유럽 진출
둥팡저우는 다롄 스더에서 맨체스터 유나이티드 FC로 이적하기 위해 2004년 1월 계약서에 서명하였다. 그리고 그는 맨체스터 유나이티드 FC의 첫 번째 중국 출신 선수로 입단하였다. 그리고 그는 잠재력 있는 선수로 떠올랐지만 이렇다 할 플레이를 보여 주지 못하였다. 그러나 그는 계속 끈기 있는 모습을 보여 줬다. 이후 맨체스터 유나이티드는 그의 플레이를 지켜본 후, 그의 경기력에 감탄하였다. 거기에 둥팡줘가 국가대표팀 경력이 상대적으로 적어 영국에서 워크퍼밋을 받기 어려워지게 되자, 맨체스터 유나이티드와 파트너쉽 관계에 있는 벨기에 2부 리그 팀인 로열 앤트워프 FC에 임대시켰다. 그래서 한때 맨체스터 유나이티드는 중국에 유니폼 판매 등 부수입 때문에 둥팡줘를 영입한 것이 아니냐는 의혹을 사기도 하였다.
그는 첫 시즌에서 1득점과 9경기에 출전하였으며, 2번째 시즌(2004-05)에서는 6득점, 7경기를 가졌다. 세 번째 시즌(2005-06)에서는 로열 앤트워프 FC로 임대된 시기로 이 시즌에는 벨기에 리그 내에서 최고 득점자였으며, 18득점과 2해트트릭을 기록하였다.
2006년, 그는 로열 앤트워프 FC에서의 임대를 마치고 맨체스터 유나이티드에 돌아왔다. 그리고 그는 남아프리카 공화국 투어를 치러 뉴랜드에서 열린 경기에서 카이저 치프스 FC에게 후반 38분에 골을 넣어 경기에 승리하였다. 그리고 감독 알렉스 퍼거슨은 둥팡줘에 대해 '빠르고 체력이 좋다(speed and physicality)'라고 의견을 밝혔다.
그는 2006-07 시즌에 로열 앤트워프 FC에서 11득점과 15경기 출전을 기록하였다. 그리고 2010년까지 맨체스터 유나이티드 FC와 연장 계약을 맺었으며, 2007년 1월 14일, 맨체스터 유나이티드의 공격진인 올레 군나르 솔샤르와 루이 사아의 부상으로 공백이 생기자 후반 17분 앨런 스미스와 교체되어 처음으로 1군에 들어 경기를 치렀고, 번호는 21번이었다. 그는 맨유가 우승을 확정지은 후 바로 다음 경기인 첼시전에 선발 출전했다. 2007년 3월 14일, 유럽연합과의 친선경기에서 맨체스터 유나이티드가 4:3으로 리드하고 있는 후반 90분 추가시간에 루이 사아의 패스를 받은 둥팡줘가 살짝 건드리기만 해도 들어가는 공을 골키퍼한테 주는 바람에 이 슛은 그 후로 '13억 인민 좌절 슛', '택배반송 숫', '황사바람 슛', '택배반납 슛', '동팡저우 카페베네 슛'으로 불리게 된다.
 이 경기를 계기로 퍼거슨 감독이 굉장히 실망하게 된다.
2008년 1월 17일에는 영국 고든 브라운 총리가 20여명의 정치, 경제, 문화 부문의 주력 중국 인사들을 초대한 자리에서 둥팡줘가 정즈와 자리를 같이 하기도 하였다.
2007-2008 시즌 후 맨체스터 유나이티드 FC에서 방출됐다. 사실상 맨유의 아시아 마케팅용 선수로 전락한 둥팡줘는 2013년 미국 스포츠 전문 웹진인 블리처 리포트가 발표한 프리미어리그 겨울 이적 시장 최악의 영입 리스트 20걸’에서 20위에 선정됐다.(1위는 페르난도 토레스가 차지했다.) 이후 맨체스터 유나이티드에 입단한 미드필더 가가와 신지도 둥팡줘는 모른다고 했다.

### 국가 대표팀
둥팡줘는 2005년 FIFA 세계 청소년 축구 선수권 대회에서 국가 대표팀으로 참가하였다. 하지만 벤치에만 앉아 있어서 한 경기도 뛰지 못하고 고국으로 다시 돌아와야만 하였다.
한편 둥팡줘의 국가대표팀 첫 골은 중국과 스위스와의 평가전에서 기록했다. 그 경기에서 1-4로 졌지만 국가대표팀 자격으로 처음으로 첫 골을 넣었다. 그는 또한 2007년 AFC 아시안컵에서 국가 대표팀 자격으로 대회에 참여하였다.

## 역대 경기 기록
| 시즌    | 클럽                   | 국가       | 리그                    | 리그 | 리그  | 컵   | 컵    | 합계 | 합계  |
| 시즌    | 클럽                   | 국가       | 리그                    | Apps | Goals | Apps | Goals | Apps | Goals |
| ------- | ---------------------- | ---------- | ----------------------- | ---- | ----- | ---- | ----- | ---- | ----- |
| 2002    | 다롄 사이드롱          | 중국       | 중국 축구 갑급 B리그    | ?    | 2     | 0    | 0     | ?    | 2     |
| 2003    | 다롄 스더              | 중국       | 중국 축구 갑급 A리그    | 8    | 0     | 0    | 0     | 8    | 0     |
| 2003-04 | 로열 앤트워프 FC       | 벨기에     | 벨기에 1부 리그         | 9    | 1     | 0    | 0     | 9    | 1     |
| 2004–05 | 로열 앤트워프 FC       | 벨기에     | 벨기에 2부 리그         | 19   | 6     | 3    | 1     | 22   | 7     |
| 2005–06 | 로열 앤트워프 FC       | 벨기에     | 벨기에 2부 리그         | 28   | 18    | 1    | 0     | 29   | 18    |
| 2006–07 | 로열 앤트워프 FC       | 벨기에     | 벨기에 2부 리그         | 14   | 9     | 1    | 2     | 15   | 11    |
| 2006–07 | 맨체스터 유나이티드 FC | 잉글랜드   | 프리미어리그            | 1    | 0     | 0    | 0     | 1    | 0     |
| 2007–08 | 맨체스터 유나이티드 FC | 잉글랜드   | 프리미어리그            | 0    | 0     | 2    | 0     | 2    | 0     |
| 2008    | 다롄 스더              | 중국       | 중국 슈퍼리그           | 11   | 0     | 0    | 0     | 11   | 0     |
| 2009    | 다롄 스더              | 중국       | 중국 슈퍼리그           | 15   | 0     | 0    | 0     | 15   | 0     |
| 2009-10 | 레기아 바르샤바        | 폴란드     | 엑스트라클라사          | 2    | 0     | 2    | 0     | 4    | 0     |
| 2010-11 | 포르티모넨스 SC        | 포르투갈   | 프리메이라리가          | 3    | 0     | 1    | 1     | 4    | 1     |
| 2011    | FC 미카                | 아르메니아 | 아르메니아 프리미어리그 | 11   | 2     | 2    | 1     | 13   | 3     |
| Total   | Total                  | Total      | Total                   | 123  | 37    | 14   | 5     | 137  | 42    |

## 트리비아
둥팡줘의 로마자 표기는 "Dong Fangzhuo"이지만, "Dong Fangzhou"로 잘못 표기되기도 한다. 이러한 오류의 대표적인 예는 웨스턴 뉴스의 오류로, BBC에서도 프리미어리그 출전 선수 리스트에서 이러한 실수를 한 적이 있다. 대한민국의 언론 등에서도 이런 오류에 의해 ‘둥팡저우’ 등으로 표기하는 경우가 많다.